# Ancylodactylus uzungwae
Ancylodactylus uzungwae (гекон танзанійський) — вид геконоподібних ящірок родини геконових (Gekkonidae). Ендемік Танзанії.

## Поширення і екологія
Танзанійські гекони мешкають на південному сході Танзанії, зокрема в горах Удзунгва, лісовому заповіднику Тонг'омба і в лісі Ківенгома. Вони живуть у вологих тропічних лісах, на висоті від 300 до 1600 м над рівнем моря. Ведуть денний, частково деревний спосіб життя.